# تاونویل (کارولینای جنوبی)
تاونویل (به انگلیسی: Townville) یک منطقهٔ مسکونی در ایالات متحده آمریکا است که در شهرستان اندرسون، کارولینای جنوبی واقع شده‌است. تاونویل ۳٬۹۱۳ نفر جمعیت دارد و ۲۴۹٫۰۲ متر بالاتر از سطح دریا قرار دارد.